# Nepogomphoides stuhlmanni
Nepogomphoides stuhlmanni – gatunek ważki z rodziny gadziogłówkowatych (Gomphidae); jedyny przedstawiciel rodzaju Nepogomphoides. Występuje we wschodniej Afryce; stwierdzony w Tanzanii, Malawi i Mozambiku.